# Nicole Le Peih
Nicole Le Peih, née le 28 septembre 1959 à Pontivy (France), est une agricultrice et femme politique française, membre de La République en marche.
Membre des réseaux agricoles depuis 1993, elle est élue conseillère municipale de Baud en 2001. De 2015 à 2021, elle est élue au conseil régional de Bretagne. Elle est élue députée de la 3e circonscription du Morbihan lors des élections législatives de 2017, puis est réélue en 2022 et en 2024.

## Biographie
Nicole Le Peih est née le 28 septembre 1959 à Pontivy.

### Carrière professionnelle
Elle commence la vie active dans le secteur de l'hôtellerie de luxe à Quiberon, à Chartres puis à Paris.
Elle est ensuite assistante commerciale dans l'entreprise Lerial à Locminé, dans le Morbihan pendant plusieurs années. Après l'incendie de l'entreprise en 1989, elle s’associe avec son mari pour créer une entreprise agricole de volailles et de vaches allaitantes à Baud.

### Parcours politique

#### Élue locale
En 2001, elle est conseillère municipale et adjointe au maire à Baud.
En 2015, elle rejoint le conseil régional de Bretagne, présidé par Jean-Yves Le Drian. En tant que conseillère régionale de Bretagne. Elle est élue vice-présidente de la Commission du développement durable, référence sur les voies navigables.

#### Députée
Nicole Le Peih adhère en 2016 au mouvement En marche ! d'Emmanuel Macron, élu président de la République en mai 2017.
Elle se présente aux élections législatives de juin 2017, sous l'étiquette de La République en marche dans la 3e circonscription du Morbihan. Le 18 juin 2017, elle est élue députée au second tour de scrutin, avec 66,10 % des voix.
Candidate à sa réélection en 2022 sous l'étiquette Renaissance dans la même circonscription, elle est réélue au second tour avec 56.64 % des voix face à la candidate LFI-NUPES comme 5 ans plus tôt.
Elle est élue d’un territoire rural qui a pour chef-lieu Pontivy, la 6e commune la plus peuplée du département.
Avec seize autres parlementaires elle co-signe en décembre 2021 une tribune sur les enjeux à venir pour l’Europe dans le cadre de la Présidence française de l’Union européenne.
À l'Assemblée nationale, elle fait partie de la commission des Affaires étrangères pendant son premier mandat. À sa réélection en 2022, elle devient membre de la commission des Affaires économiques.
En 2024, à la suite de la dissolution de l'Assemblée nationale par Emmanuel Macron, elle se représente aux élections législatives comme candidate sur la même circonscription. Nicole Le Peih est alors réélue avec 57,56% des voix.

## Mandats
- Conseillère municipale de Baud[1] : 2001 - 2008
- Adjointe Agriculture et Ruralité à la maire de Baud : 2008 – 2014
- Adjointe à l’Animation à la maire de Baud :  2014- 2018
- Conseillère régionale de Bretagne[1] : 2015 - 2021
- Députée : juin 2017 - en cours

## Distinctions
- Chevalier de l'ordre national du Mérite (2010)[2]

- Chevalier de l'ordre du Mérite agricole (2021)[14]